# سوتاگلیفلوزین
سوتاگلیفلوزین (انگلیسی: Sotagliflozin) دارویی است که برای کاهش خطر مرگ ناشی از نارسایی قلبی به کار می‌رود.
شایع ترین عارضه جانبی آن عفونت تناسلی در زنان است. سایر عوارض جانبی رایج شامل کتواسیدوز دیابتی، اسهال و عفونت دستگاه تناسلی در مردان است.